# یواس‌اس سایپن (ال‌اچ‌ای-۲)
یواس‌اس سایپن (ال‌اچ‌ای-۲) (به انگلیسی: USS Saipan (LHA-2)) یک کشتی بود که طول آن ۸۲۰ فوت (۲۵۰ متر) بود. این کشتی در سال ۱۹۷۴ ساخته شد.